# 欧特勒谢讷
欧特勒谢讷（法語：Autrechêne，法語發音：[otʁəʃɛn]）是法国勃艮第-弗朗什-孔泰大区贝尔福地区省的一个市镇，位于该省西南部，属于贝尔福区和大贝尔福城市圈公共社区。

## 历史
欧特勒谢讷于1973年由原市镇埃谢讷-欧特拉日（Eschêne-Autrage）和勒绍特（Rechotte）合并而成，三个地名各取一部分组成了该地名。

## 地理
欧特勒谢讷（47°35'42"N, 6°57'34"E）面积2.96 平方千米，位于法国勃艮第-弗朗什-孔泰大區贝尔福地区省，该省份为法国东北部内陆省份，东临上莱茵省，北起孚日省，西接上索恩省，南与杜省和瑞士接壤。
与欧特勒谢讷接壤的市镇（或旧市镇、城区）包括：诺维拉尔、布勒博特、布列塔尼、沙尔穆瓦、弗鲁瓦德方丹、蒙特勒堡。
欧特勒谢讷的时区为UTC+01:00、UTC+02:00（夏令时）。

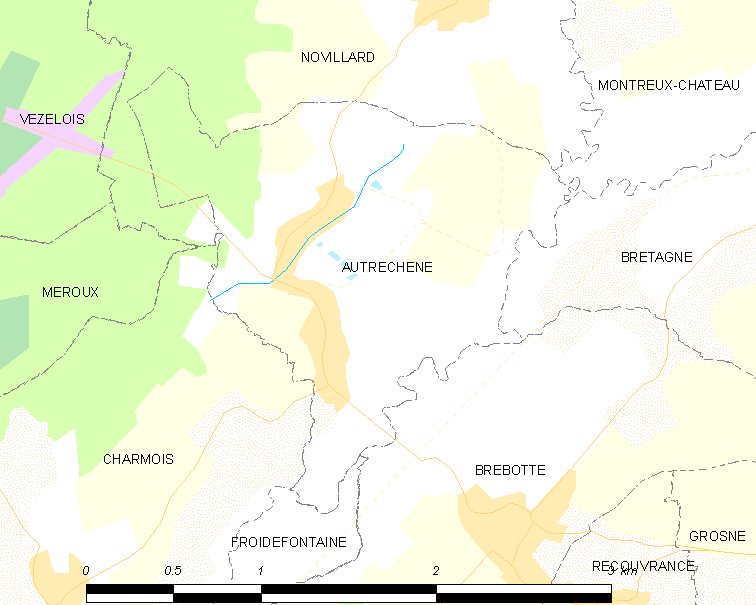
欧特勒谢讷的OSM定位图

## 行政
欧特勒谢讷的邮政编码为90140，INSEE市镇编码为90082。

## 政治
欧特勒谢讷所属的省级选区为格朗维拉尔县。

## 人口

1962-2008年间欧特勒谢讷人口变化图示

欧特勒谢讷于2022年1月1日时的人口数量为279人。